# Alsó-Kalifornia
Alsó-Kalifornia (spanyolul Baja California) Mexikó legészakibb és legnyugatibb tagállama.

## Fekvése
Északon az Amerikai Egyesült Államok, nyugaton a Csendes-óceán, délen Déli-Alsó-Kalifornia állam, keleten a Kaliforniai-öböl és Sonora állam határolja.

## Nagyobb városai
- Mexicali (főváros)
- Ensenada
- Tijuana

## Népesség
Ahogy egész Mexikóban, a népesség növekedése ebben az államban is gyors, sőt, itt az országos átlagot is meghaladja: 1990 és 2010 között majdnem 2-szeresére nőtt a lakosság. A növekedést szemlélteti az alábbi táblázat:
| Év   | Lakosság  |
| ---- | --------- |
| 1990 | 1 660 855 |
| 1995 | 2 112 140 |
| 2000 | 2 487 367 |
| 2005 | 2 844 469 |
| 2010 | 3 155 070 |